# Victoria line

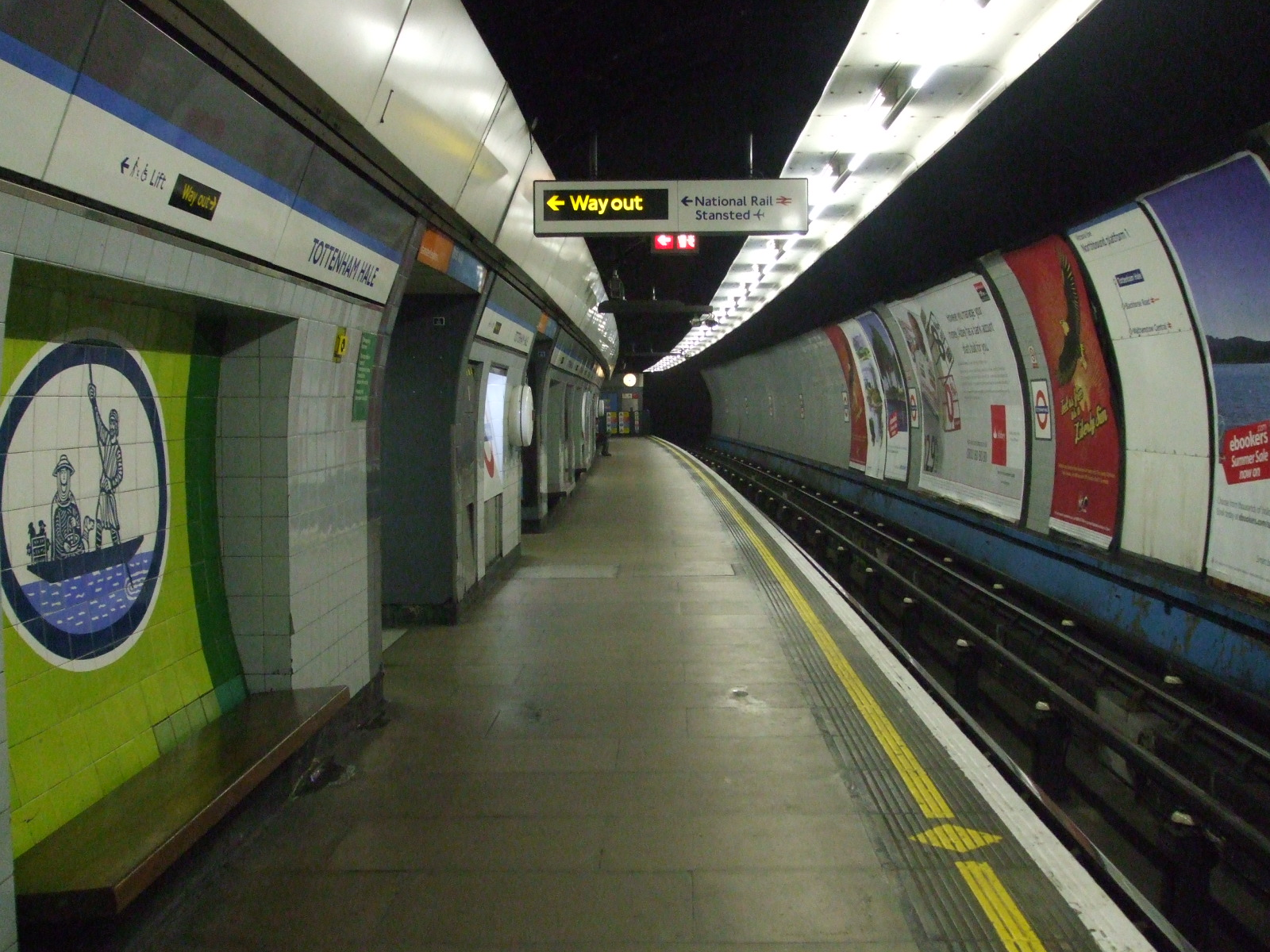
A Tottenham Hale állomás

A Victoria line a londoni metróhálózat tagja. London délnyugati és északkeleti részeit köti össze. Színe a hálózat térképein a világoskék. Ez a hálózat legforgalmasabb vonala. A kétállomásos Waterloo & City line kivételével ez az egyetlen olyan vonal, amely teljes hosszában a felszín alatt fut. A Victoria line mindössze a kocsiszín előtt (a Seven Sisters és Northumberland Park között) halad a felszínen.

## Általános információk
A vonalon 2009 Stock szerelvények közlekednek.
A vonalon automatizált szerelvények közlekednek (Automatic Train Operation - ATO), így a járművezetőnek elég az ajtókat kezelni és ha megnyom egy gombot, a szerelvény automatikusan a következő állomásra vezeti magát, ezzel egy precíz és sűrű vonatközlekedést lehet létrehozni.

## Állomáslista
| Állomás neve                    | Képe | Megnyitás ideje      | Megjegyzések |
| ------------------------------- | ---- | -------------------- | --- |
| Walthamstow Central             |      | 1870                 | 1968. szeptember 1-jétől a Victoria line állomása                                                                                 |
| Blackhorse Road                 |      | 1894. július 19.     | A mai állomásépületet 1968. szeptember 1-jén adták át                                                                             |
| Tottenham Hale                  |      | 1840. szeptember 15. | Kezdetben Tottenham állomás néven, 1968. szeptember 1-jétől a Victoria line állomása                                              |
| Seven Sisters                   |      | 1872. július 22.     | 1968. szeptember 1-jétől a Victoria line állomása                                                                                 |
| Finsbury Park                   |      | 1861. július 1.      | Neve kezdetben Seven Sisters Road (Holloway), 1869. november 15-én nevezték át, 1968. szeptember 1-jétől a Victoria line állomása |
| Highbury & Islington            |      | 1872                 | 1968. szeptember 1-jétől a Victoria line állomása                                                                                 |
| King’s Cross St. Pancras        |      | 1863                 | 1968. szeptember 1-jétől a Victoria line állomása                                                                                 |
| Euston                          |      | 1907. május 12.      | 1968. szeptember 1-jétől a Victoria line állomása                                                                                 |
| Warren Street                   |      | 1907. június 22.     | 1968. szeptember 1-jétől a Victoria line állomása                                                                                 |
| Oxford Circus                   |      | 1900. július 30.     | 1969. március 7-étől a Victoria line állomása                                                                                     |
| Green Park                      |      | 1906. december 15.   | 1969. március 7-étől a Victoria line állomása                                                                                     |
| Victoria ( Gatwick repülőtérre) |      | 1860. október 1.     | 1969. március 7-étől a Victoria line állomása                                                                                     |
| Pimlico                         |      | 1972. szeptember 14. | |
| Vauxhall                        |      | 1848. július 11.     | 1971. július 23-ától a Victoria line állomása                                                                                     |
| Stockwell                       |      | 1890. november 4.    | 1971. július 23-ától a Victoria line állomása                                                                                     |
| Brixton                         |      | 1971. július 23.     | |

## Night Tube
A NightTube szolgáltatás keretein belül a péntekről szombatra és szombatról vasárnapra virradó éjszakákon, a teljes vonalon, 10 perces követéssel közlekednek a szerelvények.

## Fordítás
- Ez a szócikk részben vagy egészben  a   Victoria line című angol Wikipédia-szócikk fordításán alapul.  Az eredeti cikk szerkesztőit annak laptörténete sorolja fel. Ez a jelzés csupán a megfogalmazás eredetét és a szerzői jogokat jelzi, nem szolgál a cikkben szereplő információk forrásmegjelöléseként.